# Szczurowa
Szczurowa is een dorp in het Poolse woiwodschap Klein-Polen, in het district Brzeski (Klein-Polen). De plaats maakt deel uit van de gemeente Szczurowa en telt 1800 inwoners.